# Gran Premio d'Italia 2018
Il Gran Premio d'Italia 2018 è stata la quattordicesima prova del campionato mondiale di Formula 1 2018. La gara, svoltasi domenica 2 settembre 2018 sul circuito di Monza, è stata vinta dal britannico Lewis Hamilton su Mercedes, al suo sessantottesimo successo nel mondiale. Hamilton ha preceduto sotto la bandiera a scacchi il finlandese Kimi Räikkönen su Ferrari e l'altro finlandese, suo compagno di squadra, Valtteri Bottas.
L'olandese Max Verstappen su Red Bull Racing-TAG Heuer, giunto terzo al traguardo, è penalizzato di cinque secondi sul tempo di gara per un contatto avvenuto con Valtteri Bottas nelle fasi finali della gara, scalando al quinto posto.
Per Kimi Räikkönen si tratta del centesimo podio in gare valide per il Campionato mondiale di Formula 1.

## Vigilia

### Sviluppi futuri
La Federazione Internazionale dell'Automobile comunica la prima bozza del calendario, per la stagione 2019. Rimangono confermate le 21 gare, compreso il Gran Premio di Germania, da tenersi ancora a Hockenheim, messo in dubbio nei mesi precedenti. La stagione inizierebbe il 17 marzo, in Australia, e si concluderebbe il 1º dicembre ad Abu Dhabi. Le conferme della gara tedesca e del Gran Premio del Giappone (quest'ultimo fino al 2021) sono agevolate anche dalle sponsorizzazioni, rispettivamente di Mercedes (con un pagamento di 3 milioni di euro) e Honda.
La FIA decide di modificare il posizionamento delle camera car poste sulle monoposto, che dall'introduzione dell'Halo hanno perduto visibilità.
La casa francese Michelin decide di non partecipare al bando per la fornitura degli pneumatici per il campionato nel periodo 2020-2022, mentre ha dimostrato interesse l'azienda sudcoreana Hankook.

### Aspetti tecnici
Per questa gara la Pirelli, fornitrice unica degli pneumatici, porta gomme di mescola medium, soft e supersoft.
Due sono le zone in cui è ammesso l'utilizzo del Drag Reduction System: la prima sul rettifilo dei box, con punto di determinazione del distacco fra piloti stabilito prima della curva 11 (Curva Parabolica), e la seconda sul rettilineo prima della Variante Ascari, con detection point posto prima della curva 7 (seconda Curva di Lesmo). Questa seconda sezione è allungata, rispetto all'edizione 2017. La Federazione ha deciso di rivedere le zone di attivazione del DRS, per cinque degli ultimi otto gran premi della stagione.
La McLaren decide di sostituire il telaio sulla vettura di Fernando Alonso, che ha subito un grande incidente nella precedente gara del Belgio. Anche Alonso è ancora dolorante, ma partecipa comunque alla gara.
La Red Bull Racing ha a disposizione due motori nuovi per la gara: sulla vettura di Daniel Ricciardo è montato un motore Renault-TAG Heuer Spec C (il pilota è penalizzato sulla griglia di partenza), mentre per Max Verstappen è previsto lo Spec B.

### Aspetti sportivi
A seguito dell'incidente alla partenza del Gran Premio del Belgio, Nico Hülkenberg viene penalizzato di dieci posizioni in griglia di partenza.
L'ex pilota di Formula 1, lo statunitense Danny Sullivan, è nominato commissario aggiunto per la gara. Ha svolto tale funzione anche in passato, l'ultima al Gran Premio di Monaco.
Nella prima sessione di prove libere del venerdì Lando Norris ha preso il posto di Stoffel Vandoorne alla McLaren.

## Prove

### Resoconto
La prima sessione di prove libere si disputa con pista bagnata. Il più rapido è stato il messicano Sergio Pérez su Force India, con tempo ottenuto alla fine della sessione, con pista in miglioramento. Pérez ha preceduto Kimi Räikkönen, che ha compiuto un elevato numero di giri al fine di raccogliere più dati utili, per supplire alle difficoltà tecniche patite al cambio dal suo compagno di team, Sebastian Vettel. La Force India ha confermato la sua velocità, piazzando Esteban Ocon al terzo posto, mentre al quarto si è posizionato Brendon Hartley della Scuderia Toro Rosso. Max Verstappen è stato autore di un testacoda alla Curva Parabolica.
Sebastian Vettel è stato invece il più veloce nella seconda sessione di libere, svolte con pista asciutta. Il tedesco è sembrato anche molto competitivo nella simulazione di gara, prima di uscire di pista alla Curva Parabolica. Il ferrarista ha preceduto il compagno di team Räikkönen, staccato di meno di tre decimi. Dietro alle due vetture italiane si sono posizionate le due Mercedes, di Lewis Hamilton e Valtteri Bottas. Hanno confermato la loro competitività le Force India, con Ocon e Pérez sesto e settimo, rispettivamente.
All'inizio della sessione si è verificato un grosso incidente per Marcus Ericsson, col pilota della Sauber, che alla curva 1 (Variante del Rettifilo), non ha potuto chiudere il DRS. La vettura ha sbandato verso sinistra, colpendo le barriere, per poi saltare in aria e cappottarsi. Il pilota è rimasto incolume, e può proseguire a competere nel weekend. La vettura dello svedese dev'essere ricostruita nella notte. Viene anche sostituita la power unit: ciò comporta la penalizzazione in griglia per il pilota.
La sessione del sabato si svolge su pista umida ancora in qualche punto, ma senza pioggia. Sebastian Vettel coglie la migliore prestazione, per soli 81 millesimi di vantaggio su Lewis Hamilton; al terzo e al quarto posto si sono classificati i due finlandesi Kimi Räikkönen e Valtteri Bottas. Il tempo ottenuto da Vettel è migliore di quello che valse la pole position a Bottas nel 2017. Le due Red Bull hanno avuto risultati molto diversi, con Verstappen quinto e Ricciardo solo ottavo. Nico Hülkenberg ha scontato dei problemi col DRS, chiudendo col penultimo tempo.

### Risultati

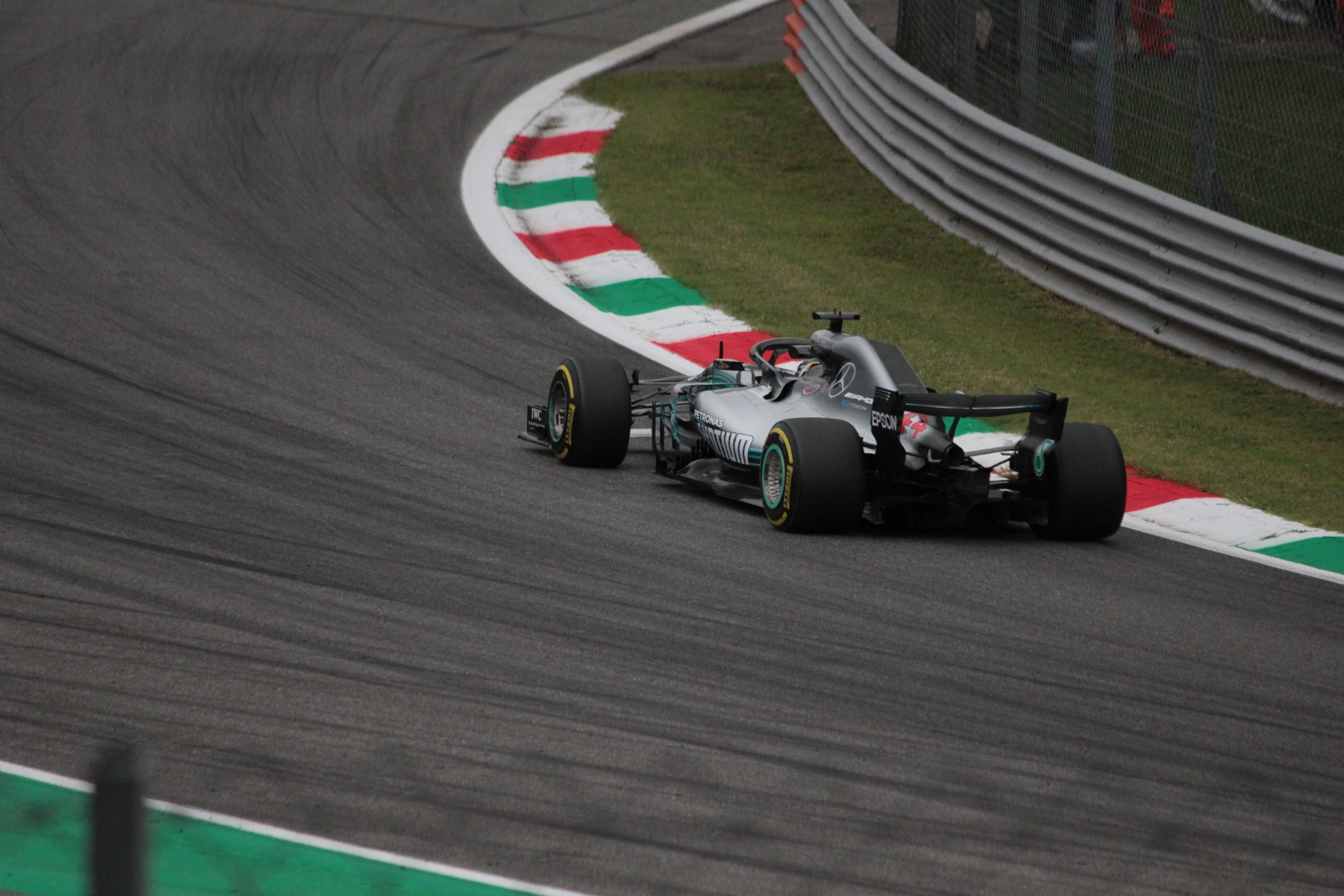
Il vincitore Lewis Hamilton alla Curva Parabolica durante la seconda sessione di prove libere.

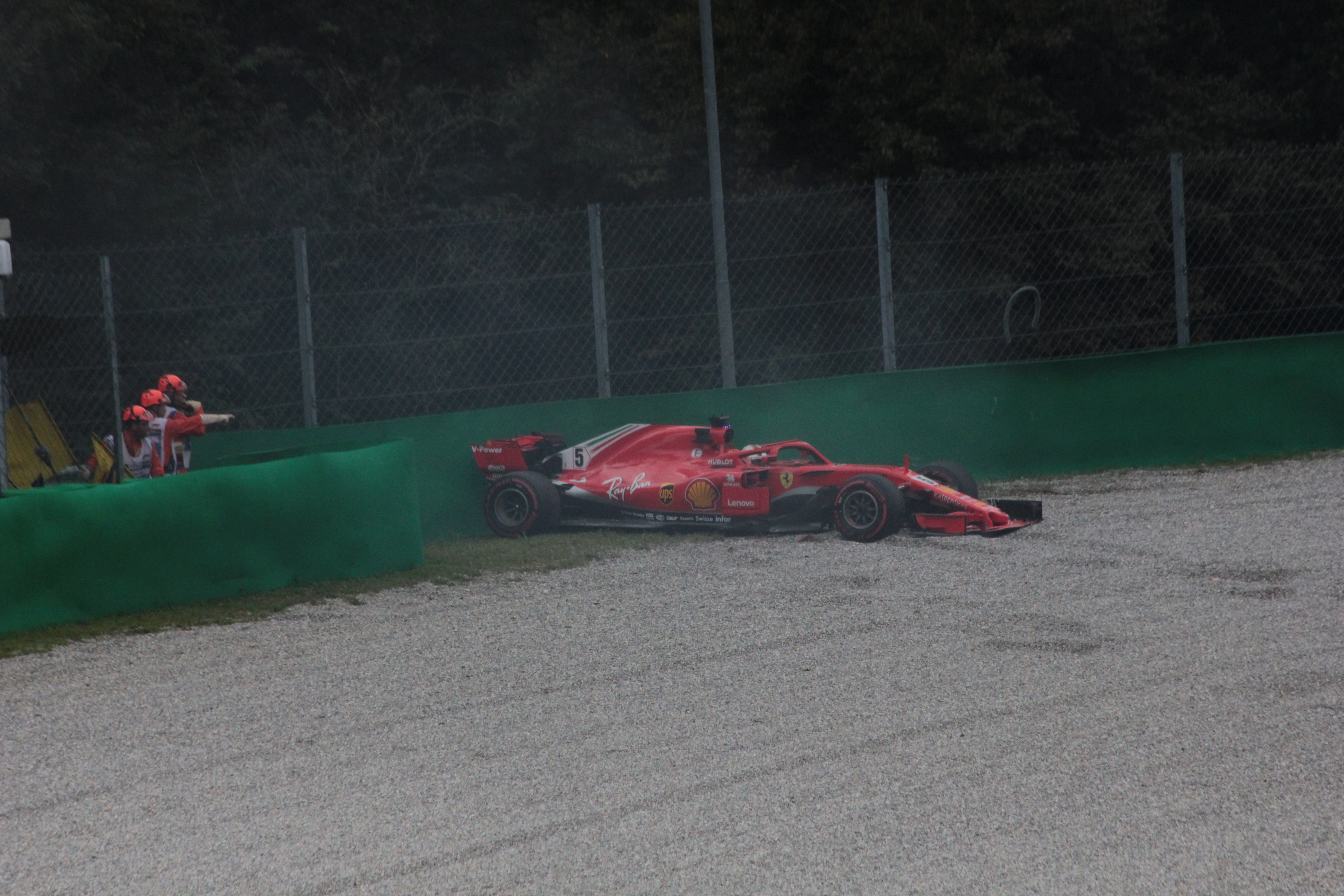
Sebastian Vettel, autore di un testacoda durante la seconda sessione di prove libere.

Nella prima sessione del venerdì si è avuta questa situazione: 
| Pos | Nº | Pilota         | Costruttore          | Tempo    | Gap    | Giri |
| --- | -- | -------------- | -------------------- | -------- | ------ | ---- |
| 1   | 11 | Sergio Pérez   | Force India-Mercedes | 1'34"000 |        | 18   |
| 2   | 7  | Kimi Räikkönen | Ferrari              | 1'34"550 | +0"550 | 28   |
| 3   | 31 | Esteban Ocon   | Force India-Mercedes | 1'34"593 | +0"593 | 17   |

Nella seconda sessione del venerdì si è avuta questa situazione: 
| Pos | Nº | Pilota           | Costruttore | Tempo    | Gap    | Giri |
| --- | -- | ---------------- | ----------- | -------- | ------ | ---- |
| 1   | 5  | Sebastian Vettel | Ferrari     | 1'21"105 |        | 27   |
| 2   | 7  | Kimi Räikkönen   | Ferrari     | 1'21"375 | +0"270 | 31   |
| 3   | 44 | Lewis Hamilton   | Mercedes    | 1'21"392 | +0"287 | 31   |

Nella sessione del sabato mattina si è avuta questa situazione: 
| Pos | Nº | Pilota           | Costruttore | Tempo    | Gap    | Giri |
| --- | -- | ---------------- | ----------- | -------- | ------ | ---- |
| 1   | 5  | Sebastian Vettel | Ferrari     | 1'20"509 |        | 18   |
| 2   | 44 | Lewis Hamilton   | Mercedes    | 1'20"590 | +0"081 | 14   |
| 3   | 7  | Kimi Räikkönen   | Ferrari     | 1'20"682 | +0"173 | 16   |

## Qualifiche

### Resoconto
Le qualifiche, così come le libere del mattino, si svolgono con clima secco. La pista, a differenza della mattinata, si presenta interamente asciutta in tutti i suoi punti. I piloti però, col pericolo che la pioggia rifaccia la sua comparsa sul tracciato, decidono di affrontare subito la pista.
Kimi Räikkönen fa segnare 1'20"796, prima di essere battuto da Sebastian Vettel, in 1'20"542. Le Mercedes colgono il terzo e il quarto tempo, con le due Red Bull Racing alle spalle delle vetture tedesche, con un margine di svantaggio ridotto. La battaglia per l'accesso alla fase seguente coinvolge Sauber, Williams e McLaren: tutti i piloti di questi team migliorano nella fase finale, tranne Marcus Ericsson. Sergej Sirotkin coglie il sedicesimo tempo, eliminando Sergio Pérez per un solo millesimo, e Charles Leclerc, per soli 2 millesimi. Non passano in Q2 nemmeno Brendon Hartley, Marcus Ericsson e Stoffel Vandoorne.
Nella seconda fase è Lewis Hamilton a ottenere il primo crono di riferimento, in 1'19"798, molto vicino al record del tracciato (1'19"525 ottenuto da Juan Pablo Montoya nel 2004). Il britannico è poi battuto da Vettel, per 13 millesimi. Quando mancano meno di tre minuti al termine della sessione tutti i piloti rientrano in pista, per cercare di migliorare i loro tempi, tranne Daniel Ricciardo e Nico Hülkenberg, che sono penalizzati in griglia, per la sostituzione di diverse componenti della power unit.
Hamilton non si migliora, a differenza di Vettel che marca 1'19"629. Lance Stroll prende la settima posizione, battuto poi dai francesi Romain Grosjean e Esteban Ocon. L'altro transalpino Pierre Gasly coglie il decimo tempo. Fernando Alonso cerca di sfruttare la scia di Kevin Magnussen sul rettifilo, ma i due piloti sfiorano la collisione. Il danese è undicesimo, ed è eliminato, al pari dello spagnolo della McLaren. Gli altri piloti che non accedono alla fase decisiva sono Sirotkin, Nico Hülkenberg e Daniel Ricciardo. Passano alla fase decisiva 8 delle 10 scuderie del mondiale.
In Q3 Vettel abbassa subito il record del tracciato, prima di essere battuto, a sua volta, da Kimi Räikkönen e, subito dopo, da Lewis Hamilton. Seguono poi Valtteri Bottas, Max Verstappen e Carlos Sainz Jr.. Per il giro decisivo le Mercedes rientrano in pista prima delle Ferrari. Hamilton si migliora in 1'19"294, prima dell'arrivo delle vetture italiane, con Vettel che fa segnare 1'19"280 e Kimi Räikkönen che coglie la pole position in 1'19"119.
Per il finlandese è la diciottesima ed ultima partenza al palo nel mondiale, la seconda a Monza dopo quella ottenuta nel 2006. Per la Ferrari è la ventesima pole position conquistata al Gran Premio d'Italia e la ventesima conquistata sul tracciato di Monza; mai nessun costruttore ha conquistato tante pole position su uno stesso tracciato. Il tempo della pole fatto segnare da Räikkönen è la media sul giro più alta ottenuta da un pilota nel corso di una sessione di qualifica nella storia del mondiale (263,587 km/h) ed è anche il nuovo record della pista di Monza. Quello precedente (1'19"525) era stato ottenuto da Juan Pablo Montoya e resisteva dal 2004.

### Risultati
Nella sessione di qualifica si è avuta questa situazione:
| Pos                         | Nº | Pilota            | Costruttore               | Q1       | Q2          | Q3       | Griglia |
| --------------------------- | -- | ----------------- | ------------------------- | -------- | ----------- | -------- | ------- |
| 1                           | 7  | Kimi Räikkönen    | Ferrari                   | 1'20"722 | 1'19"846    | 1'19"119 | 1       |
| 2                           | 5  | Sebastian Vettel  | Ferrari                   | 1'20"542 | 1'19"629    | 1'19"280 | 2       |
| 3                           | 44 | Lewis Hamilton    | Mercedes                  | 1'20"810 | 1'19"798    | 1'19"294 | 3       |
| 4                           | 77 | Valtteri Bottas   | Mercedes                  | 1'21"381 | 1'20"427    | 1'19"656 | 4       |
| 5                           | 33 | Max Verstappen    | Red Bull Racing-TAG Heuer | 1'21"381 | 1'20"333    | 1'20"615 | 5       |
| 6                           | 8  | Romain Grosjean   | Haas-Ferrari              | 1'21"887 | 1'21"239    | 1'20"936 | 6       |
| 7                           | 55 | Carlos Sainz Jr.  | Renault                   | 1'21"732 | 1'21"552    | 1'21"041 | 7       |
| 8                           | 31 | Esteban Ocon      | Force India-Mercedes      | 1'21"570 | 1'21"315    | 1'21"099 | 8       |
| 9                           | 10 | Pierre Gasly      | Scuderia Toro Rosso-Honda | 1'21"834 | 1'21"667    | 1'21"350 | 9       |
| 10                          | 18 | Lance Stroll      | Williams-Mercedes         | 1'21"838 | 1'21"494    | 1'21"627 | 10      |
| 11                          | 20 | Kevin Magnussen   | Haas-Ferrari              | 1'21"783 | 1'21"669    | N.D.     | 11      |
| 12                          | 35 | Sergej Sirotkin   | Williams-Mercedes         | 1'21"813 | 1'21"732    | N.D.     | 12      |
| 13                          | 14 | Fernando Alonso   | McLaren-Renault           | 1'21"850 | 1'22"568    | N.D.     | 13      |
| 14                          | 27 | Nico Hülkenberg   | Renault                   | 1'21"801 | senza tempo | N.D.     | 20      |
| 15                          | 3  | Daniel Ricciardo  | Red Bull Racing-TAG Heuer | 1'21"280 | senza tempo | N.D.     | 19      |
| 16                          | 11 | Sergio Pérez      | Force India-Mercedes      | 1'21"888 | N.D.        | N.D.     | 14      |
| 17                          | 16 | Charles Leclerc   | Sauber-Ferrari            | 1'21"889 | N.D.        | N.D.     | 15      |
| 18                          | 28 | Brendon Hartley   | Scuderia Toro Rosso-Honda | 1'21"934 | N.D.        | N.D.     | 16      |
| 19                          | 9  | Marcus Ericsson   | Sauber-Ferrari            | 1'22"048 | N.D.        | N.D.     | 18      |
| 20                          | 2  | Stoffel Vandoorne | McLaren-Renault           | 1'22"085 | N.D.        | N.D.     | 17      |
| Tempo limite 107%: 1'26"179 |    |                   |                           |          |             |          |         |

In grassetto sono indicate le migliori prestazioni in Q1, Q2 e Q3.

## Gara

### Resoconto

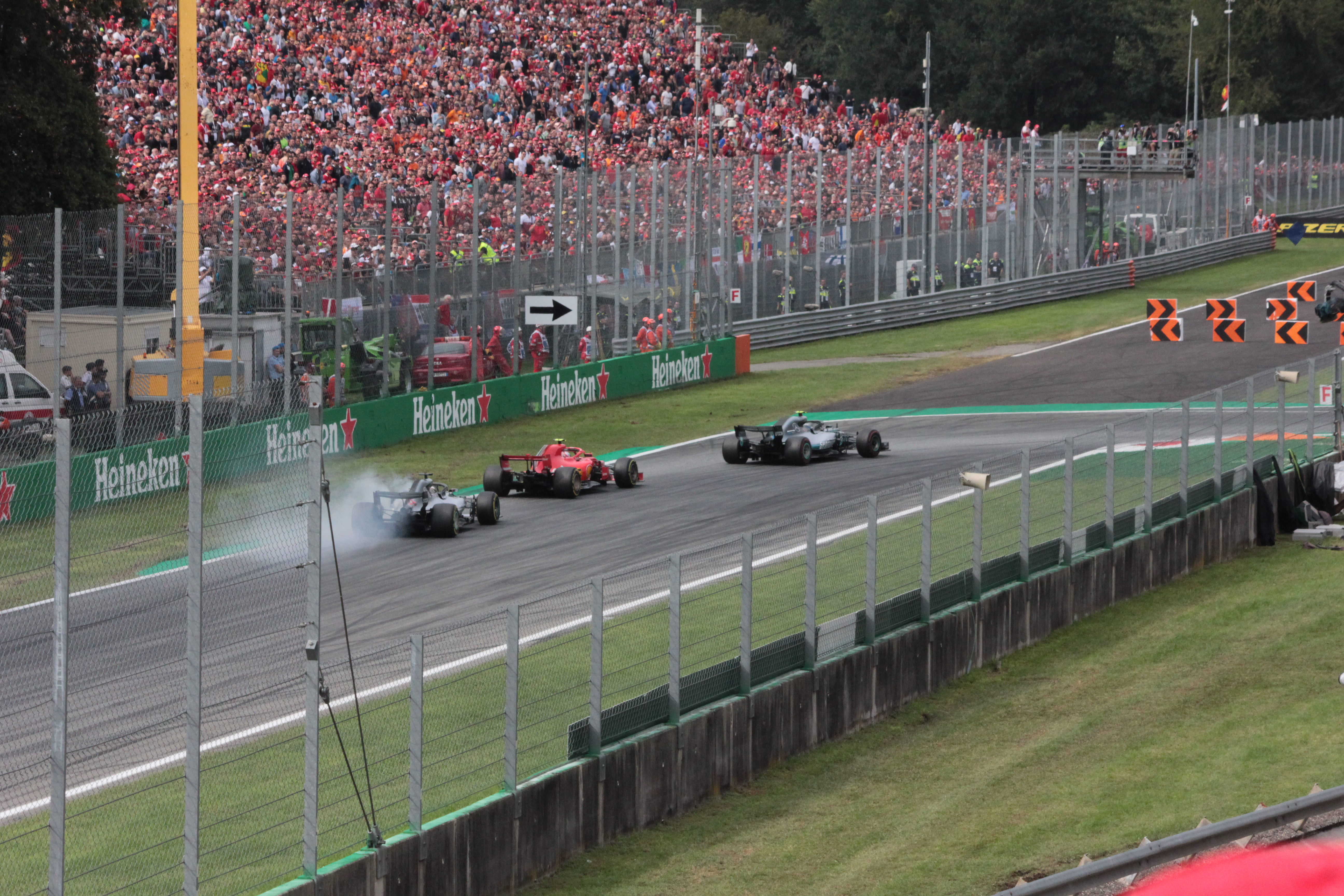
Kimi Räikkönen e Lewis Hamilton seguono Valtteri Bottas alla prima variante.

Alla partenza Kimi Räikkönen resiste agli attacchi di Sebastian Vettel, che, a sua volta, è attaccato da Lewis Hamilton, alla Variante della Roggia. I due piloti vanno a contatto, col tedesco che danneggia il musetto, termina in testacoda, ed è costretto ai box. La direzione di gara invia in pista la vettura di sicurezza, anche per consentire lo spostamento della Toro Rosso di Brendon Hartley, anch'essa danneggiata da un contatto al via.
La gara riprende al quarto giro, con Hamilton che passa alla prima chicane Räikkönen, capace però di riprendersi il comando alla seconda variante. Alle spalle dei primi due ci sono Max Verstappen, Valtteri Bottas, Romain Grosjean, Carlos Sainz Jr., Esteban Ocon e le due Williams. Nei giri successivi Vettel, che dopo il contatto è precipitato in ultima posizione, e Ricciardo, partito penultimo, iniziano la loro rimonta. Il tedesco passa il pilota australiano al nono giro, e, al giro 14 è già in zona punti. Ocon, nel frattempo, ha passato Sainz Jr. per il sesto posto.

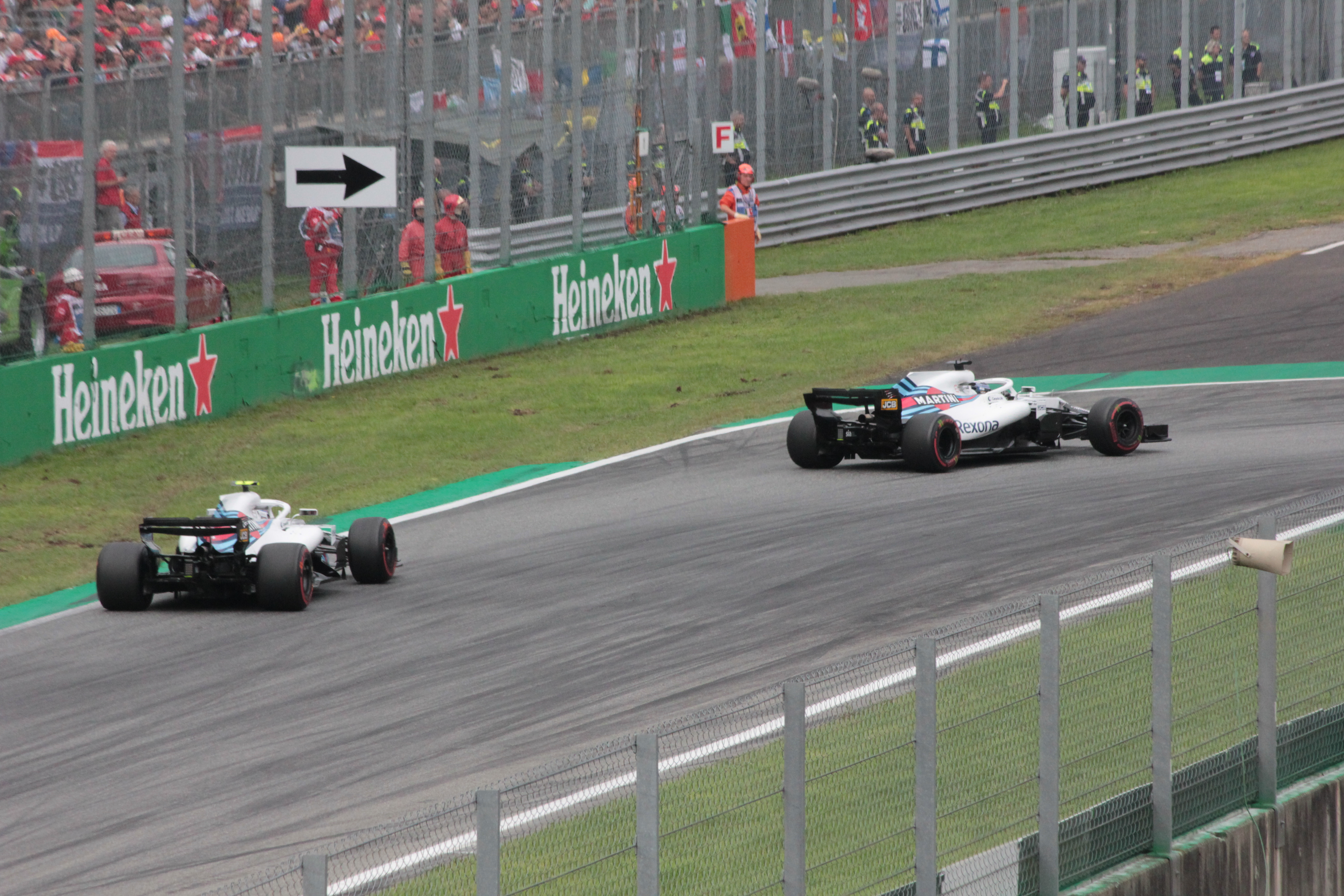
Sergej Sirotkin e Lance Stroll portano entrambe le Williams a punti per la prima volta dal Gran Premio della Malesia 2017.

Al giro 18 Vettel passa anche Sergio Pérez per l'ottava posizione, mentre, due giri dopo, coglie il settimo posto, superando Sainz Jr.. Al ventesimo giro i meccanici della Mercedes escono per il cambio gomme: Kimi Räikkönen entra ai box per evitare di avvantaggiare il suo rivale diretto, Hamilton. Dopo la sosta del ferrarista, durata appena 2,2 secondi, i meccanici della scuderia tedesca rientrano al box, con Hamilton che prosegue al primo posto. Vettel, dopo il sorpasso a Ocon e la sosta di Romain Grosjean è quinto, alle spalle proprio di Räikkönen.
Ora Räikkönen si trova alle spalle di Bottas, con Max Verstappen che si ferma per la sosta al ventiseiesimo passaggio. Due giri dopo è il turno di Hamilton, mentre Vettel sceglie il giro 29 per montare gomme supersoft. In classifica guida così Valtteri Bottas, seguito da Räikkönen, Hamilton, Verstappen e le due Force India. Dopo la seconda sosta Vettel è settimo.
Al giro 36 si ferma per la sosta anche l'altro pilota della Mercedes, Bottas. Räikkönen scala al primo posto, mentre Bottas è ora quarto. Sebastian Vettel passa le due Force India, posizionandosi al quinto posto.
Negli ultimi giri Hamilton, con gomme più fresche, si avvicina a Kimi Räikkönen, ormai in crisi con le coperture posteriori. Al quarantaduesimo giro Bottas attacca Verstappen per il quarto posto, alla prima chicane. I due vanno a contatto, con il finlandese che deve percorrere la via interna. La direzione di gara, per questo contatto, penalizza il pilota della Red Bull di 5 secondi, che andranno aggiunti al tempo di gara.
Al quarantaquattresimo giro Hamilton torna al comando, passando Kimi Räikkönen alla prima variante. La gara si conclude col britannico vincitore, davanti al ferrarista. Chiude a podio Bottas che, grazie alla penalizzazione di Verstappen, scala terzo, pur non riuscendo a passare l'olandese, negli ultimi giri della gara. Per Räikkönen è il centesimo podio nel mondiale, il quinto pilota nella storia a raggiungere questo traguardo.

### Risultati
I risultati del Gran Premio sono i seguenti:
| Pos | Nº | Pilota            | Costruttore               | Giri | Tempo/Ritiro       | Griglia | Punti |
| --- | -- | ----------------- | ------------------------- | ---- | ------------------ | ------- | ----- |
| 1   | 44 | Lewis Hamilton    | Mercedes                  | 53   | 1h16'54"484        | 3       | 25    |
| 2   | 7  | Kimi Räikkönen    | Ferrari                   | 53   | +8"705             | 1       | 18    |
| 3   | 77 | Valtteri Bottas   | Mercedes                  | 53   | +14"066            | 4       | 15    |
| 4   | 5  | Sebastian Vettel  | Ferrari                   | 53   | +16"151            | 2       | 12    |
| 5   | 33 | Max Verstappen    | Red Bull Racing-TAG Heuer | 53   | +18"208            | 5       | 10    |
| 6   | 31 | Esteban Ocon      | Force India-Mercedes      | 53   | +57"761            | 8       | 8     |
| 7   | 11 | Sergio Pérez      | Force India-Mercedes      | 53   | +58"678            | 14      | 6     |
| 8   | 55 | Carlos Sainz Jr.  | Renault                   | 53   | +1'18"140          | 7       | 4     |
| 9   | 18 | Lance Stroll      | Williams-Mercedes         | 52   | +1 giro            | 10      | 2     |
| 10  | 35 | Sergej Sirotkin   | Williams-Mercedes         | 52   | +1 giro            | 12      | 1     |
| 11  | 16 | Charles Leclerc   | Sauber-Ferrari            | 52   | +1 giro            | 15      |       |
| 12  | 2  | Stoffel Vandoorne | McLaren-Renault           | 52   | +1 giro            | 17      |       |
| 13  | 27 | Nico Hülkenberg   | Renault                   | 52   | +1 giro            | 20      |       |
| 14  | 10 | Pierre Gasly      | Scuderia Toro Rosso-Honda | 52   | +1 giro            | 9       |       |
| 15  | 9  | Marcus Ericsson   | Sauber-Ferrari            | 52   | +1 giro            | 18      |       |
| 16  | 20 | Kevin Magnussen   | Haas-Ferrari              | 52   | +1 giro            | 11      |       |
| Rit | 3  | Daniel Ricciardo  | Red Bull Racing-TAG Heuer | 23   | Frizione           | 19      |       |
| Rit | 14 | Fernando Alonso   | McLaren-Renault           | 9    | Problema elettrico | 13      |       |
| Rit | 28 | Brendon Hartley   | Scuderia Toro Rosso-Honda | 0    | Incidente          | 16      |       |
| SQ  | 8  | Romain Grosjean   | Haas-Ferrari              | 53   | Fondo irregolare   | 6       |       |

## Classifiche mondiali

### Piloti
| Pos | Pilota            | Punti |
| --- | ----------------- | ----- |
| 1   | Lewis Hamilton    | 256   |
| 2   | Sebastian Vettel  | 226   |
| 3   | Kimi Räikkönen    | 164   |
| 4   | Valtteri Bottas   | 159   |
| 5   | Max Verstappen    | 130   |
| 6   | Daniel Ricciardo  | 118   |
| 7   | Nico Hülkenberg   | 52    |
| 8   | Kevin Magnussen   | 49    |
| 9   | Sergio Pérez      | 46    |
| 10  | Esteban Ocon      | 45    |
| 11  | Fernando Alonso   | 44    |
| 12  | Carlos Sainz Jr.  | 34    |
| 13  | Pierre Gasly      | 28    |
| 14  | Romain Grosjean   | 27    |
| 15  | Charles Leclerc   | 13    |
| 16  | Stoffel Vandoorne | 8     |
| 17  | Lance Stroll      | 6     |
| 17  | Marcus Ericsson   | 6     |
| 19  | Brendon Hartley   | 2     |
| 20  | Sergej Sirotkin   | 1     |

### Costruttori
| Pos | Costruttore               | Punti |
| --- | ------------------------- | ----- |
| 1   | Mercedes                  | 415   |
| 2   | Ferrari                   | 390   |
| 3   | Red Bull Racing-TAG Heuer | 248   |
| 4   | Renault                   | 86    |
| 5   | Haas-Ferrari              | 76    |
| 6   | McLaren-Renault           | 52    |
| 7   | Force India-Mercedes      | 32    |
| 8   | Scuderia Toro Rosso-Honda | 30    |
| 9   | Sauber-Ferrari            | 19    |
| 10  | Williams-Mercedes         | 7     |

## Decisioni della FIA
Al termine della gara, su denuncia della Renault, la FIA squalifica Romain Grosjean (giunto sesto al traguardo) per via di un'irregolarità riscontrata al fondo della sua Haas. La decisione è stata poi confermata dalla Corte d'appello di Parigi il 2 novembre successivo.